# Real Betis Baloncesto
El Real Betis Baloncesto és un club de bàsquet, la secció d'aquest esport del Real Betis Balompié, de la ciutat de Sevilla que va ser fundat l'any 1987. Juga els seus partits al Palau d'Esports San Pablo, amb capacitat per a 8.626 espectadors.
Hom el coneixia anteriorment amb el nom de Caja San Fernando degut al fet que l'entitat financera Caja San Fernando era el seu principal patrocinador i amo en la pràctica totalitat de l'equip. Després de la temporada 2006/2007 Caja San Fernando es va fusionar amb El Monte, l'altra caixa de Sevilla. Això va fer que l'equip canviés de nom, anomenant-se a partir de la temporada 2007/2008 Cajasol. El 2 de juliol de 2014 es va canviar la denominació del club per Baloncesto Sevilla. L'agost de 2016 el club va adoptar el nom de Real Betis Energía Plus després de l'acord entre el club de futbol Real Betis Balompié i l'empresa Energía Plus que va propiciar la continuïtat del club en l'elit del bàsquet espanyol.

## Història
Els orígens del C.D.B. Sevilla es remunten al 1987, any en el qual l'entitat sevillana compra els drets del Seguros Caudal de Madrid a la Primera B, la segona categoria del bàsquet nacional aleshores. Pocs mesos abans havien intentat fer-se amb els drets a l'ACB del Gin MG, la secció de bàsquet de l'Espanyol, que passava per greus problemes econòmics. Assolit l'objectiu de la plaça, se li va encarregar a José Luis Sáez, president en aquell moment de la Federació Andalusa de Bàsquet, la labor d'iniciar les negociacions amb els jugadors que posteriorment estarien a les files del Caja.
Durant la temporada 1987-88, l'equip milita a Primera Divisió B i es classifica per als play-offs d'ascens, sent eliminat pel Mayoral Maristas de Màlaga. En la temporada següent aconsegueix l'ascens a la Lliga ACB, després de vèncer en les eliminatòries finals al Lagisa Gijón i al Syrius Patronato de Mallorca.
En la campanya 1992-93, la quarta a la Lliga ACB, aconsegueix classificar-se en el 5è lloc i es classifica per a la Copa Korac, debutant la temporada següent en competició internacional. En les campanyes 1995-96 i 1998-99 aconsegueix la seva posició més alta fins al moment, en quedar subcampió de Lliga després de caure a la final davant del F.C. Barcelona en ambdues ocasions, disputant la màxima competició continental (l'Eurolliga) durant la temporada següent.
El 19 de juny de 2013 Juan Carlos Ollero, que era president des de desembre de 2005, va deixar la presidència del club. El substituiria José Aguilar. El juliol de 2014 es produí una reforma important de la imatge i l'organigrama del club. La denominació canviaria de Cajasol a Baloncesto Sevilla i la presidència passà a mans de Fernando Moral.
L'estiu de 2016 el club estava a punt de dissoldre's, però un acord entre el club de futbol Real Betis Balompié i l'empresa Energía Plus va propiciar la continuïtat del club en l'elit del bàsquet espanyol. El club va adoptar el nom de Real Betis Energía Plus.

## Patrocinadors i noms comercials
- 1987-2007: Caja San Fernando
- 2007-2011: Cajasol
- 2011-2012: Cajasol Banca Cívica
- 2012-2014: Cajasol
- 2014-2016: Baloncesto Sevilla
- 2016-2017: Real Betis Energía Plus

## Colors de l'entitat
Des dels seus orígens, el 1987, el C.D.B. Sevilla adopta els colors dels clubs de futbol de la ciutat, el Sevilla Fútbol Club i el Real Betis Balompié, amb la finalitat d'unir en un únic club de bàsquet els sentiments dels afeccionats dels dos eterns rivals futbolístics, fent servir el vermell i el verd.
Des de 1987 fins a l'any 2004, el C.D.B. Sevilla empra com primera indumentària, en pantalons i samarreta, el color vermell amb elements decoratius verds; com a segona una indumentària la inversa, és a dir, verd amb elements decoratius vermells, també emprant en diverses ocasions un equipació blanca amb elements decoratius vermells o verds.
Durant la temporada 2004-2005 se suprimeix el color vermell de les indumentàries del C.D.B. Sevilla, després de 17 anys d'utilització ininterrumpuda, quedant una primera equipació de color verd, tant en pantalons com en samarreta, i mantenint la indumentària de color blanc, tant en pantalons com en samarreta com a segona equipació. Des de l'entitat es respon que l'eliminació de l'equipació vermella es fa per motius d'imatge de l'entitat patrocinadora, la Caja San Fernando.
Durant la temporada 2007-2008 es canvien definitivament els polèmics colors pels que s'empren en l'actualitat. Primera equipació, amb pantalons i samarreta negres, i segona equipació, amb pantalons i samarreta blanca. Aquest canvi de colors no és ben rebut per l'afició, davant un color negre amb el qual els afeccionats no es troben representats, sent habitual el càntic dels afeccionat "Sevilla és verd i vermella".
Durant la campanya 2008-2009 es manté el negre, amb elements decoratius blaus, i el blanc, amb elements decoratius daurats, per a la primera i segona indumentària respectivament. Amb motiu de la tornada del club a una competició europea s'elabora una tercera indumentària que empra per als partits de competició internacional, de color blau amb elements decoratius daurats, molt més representativa i d'acord amb els símbols de l'entitat que és propietària i patrocinadora del club, Cajasol.
Al confeccionar les samarretes per a la temporada 2013-2014 es recuperen els colors històrics: el vermell i el verd.
L'agost de 2016 el club adoptà els colors verd i blanc del club de futbol Real Betis Balompié.

## Palmarès
Títols nacionals:
- Dos subcampionats de la Lliga ACB (1996 i 1999 darrere el Futbol Club Barcelona)
- Un subcampionat de la Copa del Rei ACB (1999, contra el Tau Cerámica)

## Historial (des del 2010)
| Temporada         | Categoria | Posició | Balanç | Play-offs       | Copa       |
| Temporada 2010-11 | ACB       | 11a     | 16-18  | -               | -          |
| Temporada 2011-12 | ACB       | 7a      | 18-16  | Quarts de final | Semifinals |
| Temporada 2012-13 | ACB       | 15a     | 12-22  | -               | -          |
| Temporada 2013-14 | ACB       | 7a      | 18-16  | Quarts de final | -          |
| Temporada 2014-15 | ACB       |         |        |                 |            |
| Temporada 2015-16 | ACB       |         |        |                 |            |

## Plantilla

### Plantilles d'anys anteriors
- Temporada 2007-2008
- Temporada 2009-2010